# ネルチンスク
座標: 北緯51度59分 東経116度35分 / 北緯51.983度 東経116.583度

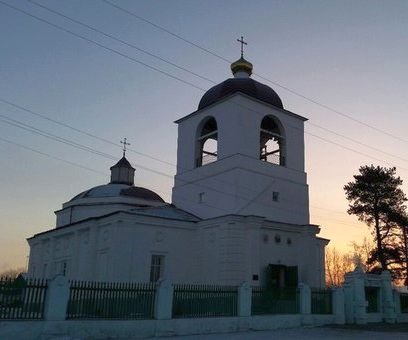

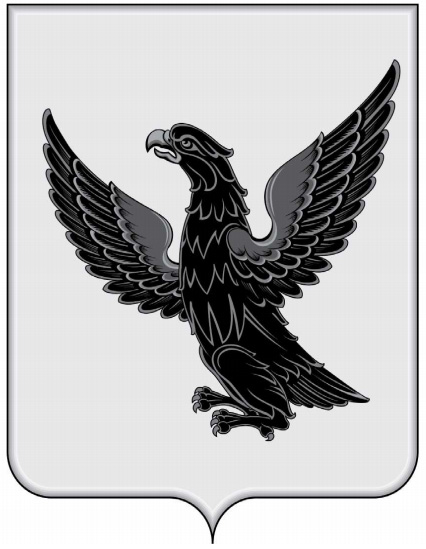

ネルチンスク（ロシア語: Нерчинск ニェールチンスク、Nerchinsk、満州語: ᠨᡳᠪᠴᡠ 、転写：nibcu、中国語: 尼布楚）は、ロシア連邦・ザバイカリエ地方の都市。人口は1万5290人（2021年）。チタの東305km、バイカル湖の東644kmに位置する。ネルチンスクにはネルチンスク空港（en:Nerchinsk Airport）がある。1689年にネルチンスク条約が締結された地として知られている。